# Ae.M.S.1
El Ae.M.S.1 fue un avión monoplano de ala baja, del tipo avión ambulancia, desarrollado en el Instituto Aerotécnico y construido por la Fábrica Militar de Aviones de Argentina. Efectuó su primer vuelo el 21 de diciembre de 1935.

## Desarrollo
Este avión derivaba del Ae.M.Oe.1, compartiendo con el mismo el ala, tren de aterrizaje y planos de cola, mientras que diferían en el fuselaje y motor. Fue desarrollado para funcionar como avión sanitario, pudiendo ubicar 4 camillas y un médico en su cabina cerrada. También fue utilizado para instrucción de paracaidistas.

## Especificaciones

### Características generales
- Tripulación: 1
- Capacidad:

- 1 médico
- 4 camillas

- Longitud: 8 m (26,1 ft)
- Envergadura: 11,8 m (38,7 ft)
- Altura: 3,4 m (11,2 ft)
- Superficie alar: 17,5 m² (188,6 ft²)
- Peso vacío: 1284 kg (2829,9 lb)
- Peso cargado: 2079 kg (4582,1 lb)
- Peso útil: 795 kg (1752,2 lb)
- Planta motriz: 1× motor radial Wright R-975 Whirlwind.
  - Potencia: 246 kW (330 HP; 335 CV)
- Hélices: 1× bipala de paso fijo por motor.

### Rendimiento
- Velocidad máxima operativa (Vno): 200 km/h (124 MPH; 108 kt)
- Velocidad crucero (Vc): 183 km/h (114 MPH; 99 kt)
- Velocidad mínima controlable (Vmc): 105 km/h (65 MPH; 57 kt)
- Alcance: 800 km (432 nmi; 497 mi)
- Techo de vuelo: 4700 m (15 420 ft)
- Potencia/peso: 6,3 kg/hp